# Marjorie Rendell

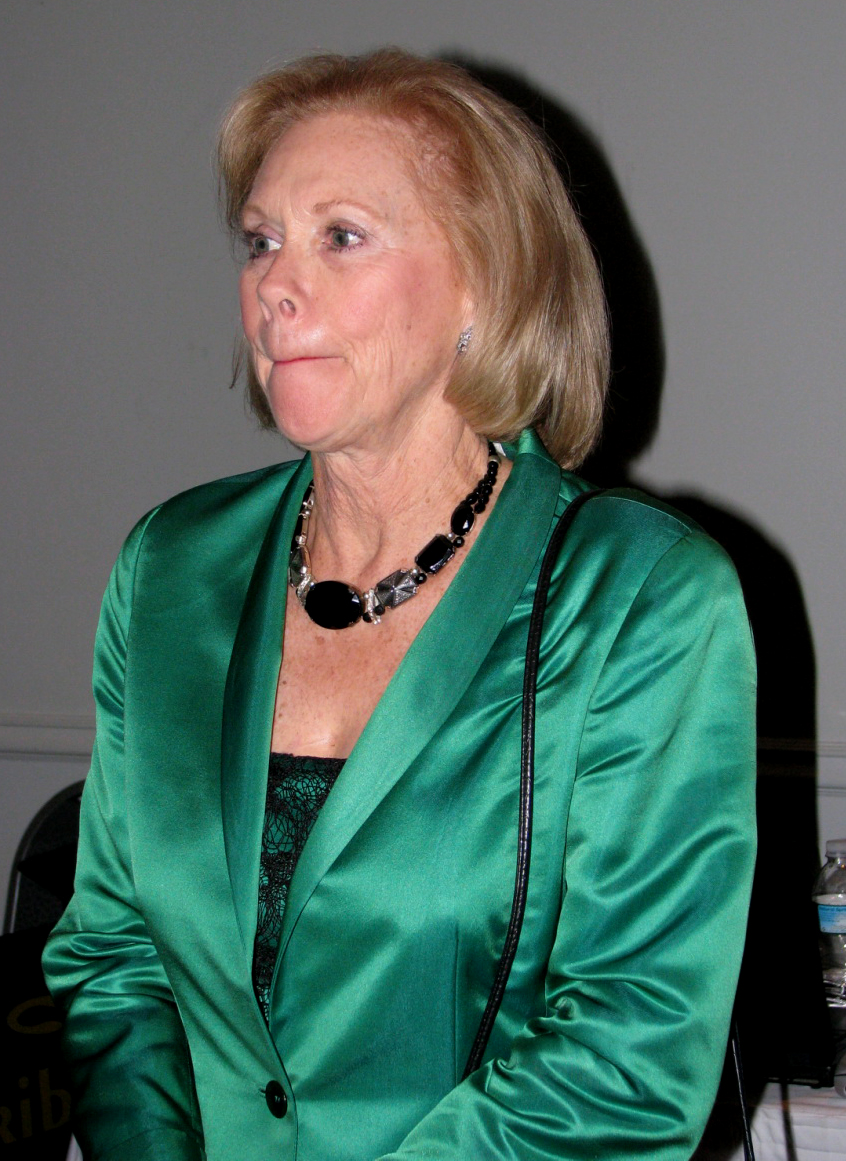
Marjorire Rendell.

Marjorie (Marge) Rendell (1947) es una jueza federal, actual primera dama de Pensilvania. Nación en Wilmington, Delaware donde asistió a la Ursuline Academy. 
Después de recibir una Licenciatura de grado de Artes de la Universidad de Pensilvania y un Juris Doctor de la Escuela de Derecho de la Universidad de Villanova, fue abogada en Filadelfia.
Está casada con el actual presidente de Pensilvania Ed Rendell.